# 若葉のころ (テレビドラマ)
『若葉のころ』（わかばのころ）は、1996年4月12日から6月28日まで毎週金曜日21:00 - 21:54に、TBS系「金曜9時」枠で放送されたテレビドラマ。主演はKinKi Kids（堂本剛・堂本光一）。

## ストーリー
働かない父に代わり、貧しくも弟と妹と共に懸命に生きる武司、対照的に大病院の息子の次男として不自由なく温室育ちの甲斐。
武司は編入試験を経て嘉南学園へ入学し、校内で甲斐と出会うところから話は始まる。武司は、甲斐の裕福が故の無意識に高みに立った発言に傷つき彼と距離を置こうとするものの、甲斐の積極的な交流により徐々に友情を育んでいく。だがそれは悲劇の始まりを告げていた。様々な運命が交差する青春群像物語。

## キャスト

### 主要人物
相沢 武司
演 - 堂本剛（KinKi Kids）
幼少期は中流家庭で優しい父と不自由のない生活を送っていたが、いつしか定職につかず酒びたりで無気力になった父に代わり、ガソリンスタンドや定食屋などのアルバイトで生計を立て、学校へ通いながら幼い弟妹の世話をしている。母は既に他界している。
アルバイトを掛け持ちしながらも学業も疎かにせず、成績は優秀。難しいとされる嘉南学園高校の編入試験にも合格し、嘉南学園に転入した。
劣悪な家庭環境から、密かに家庭環境へのコンプレックスを抱いている。このような環境からか、現実的でどこか影のある性格をしており、身内に近い存在以外とは一線を引いて必要以上に深く関わろうとしない。
転入初日に校舎の屋上で甲斐と出会う。裕福な家庭で育った甲斐による無意識に高見に立った発言に苛立ちを覚え距離を置こうとするものの、甲斐が根は悪い人間ではないことと、友達として積極的に自身に関わろうとしてくる甲斐に調子を狂わされ、徐々に友情を深めていく。校則違反のアルバイトをしていたことで目の敵にされ退学を勧めてくる教師や、クラスの生徒に家庭環境について嫌味を言われる等、ほぼ校内では孤立化している。何かと自身や弟妹の世話を焼いてくる幼馴染の泉に対して密かに恋心を抱いており、程なくして恋人同士になる。
ある日、武司の留守中に泉が相沢家に訪問に来た際に父の悟郎に強姦されそうになり、寸前で帰宅した武司が泉を助ける。逆上した悟郎が武司に包丁を向けるが、もみ合いの末誤って悟郎の腹を刺して重傷を負わせてしまい、少年更生院に入れられてしまう。少年院入所後すぐ髪を短髪に切られ、教官の木藤に目の敵にされるも出所直前には励ましの言葉をかけられるぐらい信用されるようになる。少年院で相部屋となった稔とも友人になり、甲斐と泉から送られてくる手紙を励みに日々を送るが、徐々に甲斐と泉からの手紙が送られて来る頻度が減り、ついには手紙が届かなくなったことを疑問に思いながらも出所の日を迎える。
出所後、甲斐にいつも通りの笑顔で迎えられ安堵するのもつかの間、泉が甲斐の子供を妊娠していることが発覚する。自身の恋人である泉が知らぬ間に甲斐と禁断の関係になり妊娠までしていたこと、裏切っていたのにもかかわらず出所後に友達のような顔をして自分に接していた甲斐に激怒し、甲斐と決別する。同時に悟郎は本当の父親ではなく、武司の母親と当時恋仲であった啓輔が武司の実父であり、甲斐とは異母兄弟で自分が甲斐の腹違いの兄だということが発覚する。啓輔も同時期に悟郎から武司が啓輔の実の子供なのだということを聞かされ、実際にDNA鑑定で調べた結果、武司が啓輔の実子であることが判明する。啓輔は思ってもみない事実に最初は戸惑いを見せるも、学業の優秀さと現実的ながら一方で向上心のある性格を併せ持つ武司に肩入れするようになり、大病院の跡取りとして育てていくため藤木家に迎え入れられる。
武司は甲斐と泉に裏切られたことでダークサイドに堕ちて、藤木病院の跡継ぎとなる野心のために藤木家で暮らし、医者になるための勉強の日々を送る。自分の意志で藤木家を出た甲斐に対して基本的には無視するものの、時に彼に挑発的な発言をしたり、泉の両親と裏で結託して泉を騙して中絶させようと病院に連れて行こうとする等（武司の意図に気づいた泉の必死の抵抗で未遂に終わった）、これまでの武司とは性格や態度が一変する。
藤木家で日々暮らす中、少年院入所以降行方不明となっていた悟郎に遭遇。幼い弟妹を家に残して身勝手な行動ばかり起こす悟郎に怒り、悟郎の仕事先の建設現場で殴り合いになる。殴り合いの最中クレーン車が掴んだ鉄骨が誤って二人の所に落ちてくるが、悟郎と同じ建設現場で働いていた甲斐が寸前に武司をかばい、鉄骨の下敷きになる。武司は無事であったが重体の甲斐と悟郎は藤木病院に搬送され、甲斐は昏睡状態、悟郎は死亡する。武司は親友の惨状を目の当たりにしたことでかつての友情を取り戻し、甲斐の看病のため昏睡状態の甲斐のいる病院に足繁く通い続ける。
父悟郎の葬儀の日に、彼の鞄の中を見ると、弟と妹の名前が書かれた銀行口座の通帳に父にせびられていた金が小額ずつ積み立て貯金されていたことと、武司の生徒手帳と家族写真を肌身離さず持っていたことを知り泣き崩れる。啓輔と決別し、自立し弟妹たちを養ってゆく道を選択する。昏睡状態の甲斐の看病のために病院に足を運び続けて1年後、病室のドアを開けると意識を取り戻して目を覚ましていた甲斐を見て、久々の笑顔を見せた。
毎話のオープニングナレーションも担当。
藤木 甲斐
演 - 堂本光一（KinKi Kids）
病院長と嘉南学園の理事長を兼任する父親の元で、裕福な家で不自由なく育った。二人兄弟で優秀な兄がいるため、父親の啓輔から期待されておらず、自分にも向上心や野心的なところがないため病院の跡を継ぐことにあまり興味がない。気さくで基本的に優しい性格だが、恵まれた環境で不自由なく育ったため世間知らずが故に高見に立った言動が見られ、貧しい家庭環境の武司を傷付けてしまっていた。教師の志帆が父と愛人関係の末に捨てられたとも知らずに志帆に想いを寄せ、志帆からも父親と復縁のためにその恋心を利用され禁断の関係となる。しかしその関係が学校に知れ渡ると志帆は学校を去り、関係は終わりを告げる。
武司が父親との確執で少年院に入所した頃に、病院の跡継ぎとして期待をかけられていた兄が事故死する。父親の啓輔が抜け殻のように落ち込み、改めて兄に肩入れして自身が期待されていないことに傷つき泣き崩れ、武司の恋人である泉に慰められる。泉に癒されるうちに恋仲になり、武司を裏切っていることへの後ろめたさから、最初は頻繁に送っていた武司への手紙を次第に出さなくなった。武司の出所直前に、武司に自分達の関係を知られないようにと恋人関係を解消し、武司が出所した日には以前と同じように友人として迎えた。しかしその後すぐ、泉が自身の子供を身ごもっていることが発覚、武司に絶交される。絶交され打ちのめされていたものの、妊娠した泉と一緒に暮らすことを決意し、藤木家を飛び出し学校をやめてアルバイトを始め、小さなアパートで二人で暮らし始める。高校中退でなかなか雇ってもらえなかったが、建設現場で働くことになる。たまたま武司の育ての父親である悟郎も同じ仕事場で働いており、そこへやってきた武司と悟郎が殴り合いの喧嘩の最中に、クレーン車が掴んだ鉄骨が誤って二人の所に落ちるのを目撃し、武司をかばい悟郎共々鉄骨の下敷きになり意識不明の重体となる。藤木病院に搬送され啓輔によって手厚い治療を施し、甲斐は一命を取り留めたが、昏睡状態は続き目を覚まさないまま時は過ぎた。その間に泉は出産し、武司は足繁く甲斐の看病に通う日々は続いた。事故から一年経ち、意識を取り戻した。
蒔田 泉
演 - 奥菜恵
武司の幼馴染。何かと武司を気にかけ相沢家の世話を焼く明るい性格の女子。武司の友人として甲斐と知り合い、武司や彼の弟妹の世話を焼く様子から甲斐から「世話女房」と呼ばれ、気さくに話してくる甲斐に次第に淡い憧れを抱くようになる。そのような日々を過ごす中、武司に告白され恋人となり付き合うようになる。武司の留守中に武司の父親である悟郎に強姦されそうになり、寸前で泉を庇った武司は悟郎ともみ合いの末、誤って悟郎を包丁で刺してしまい少年院に入所してしまう。甲斐と二人で武司を手紙で励まし、二人で出所を待っていたが、次第に甲斐と恋仲になって体の関係を持ってしまい妊娠してしまう。子供を産む決意をするが両親から大反対され、中絶させられそうになったところを脱走。高校をやめ建設現場で働きはじめた甲斐と二人でアパートを借り、暮らし始める。しかし仕事先の建設現場での甲斐が不慮の事故に遭い、昏睡状態のまま時は過ぎ、未婚で出産した。

### 相沢家
相沢 悟郎
演 - 根津甚八
武司、勇太、幸の父親だが、武司とは血の繋がりは無い。
過去に後の武司の母となる女性と啓輔が病室で逢瀬しているのを目撃。その後程なくして、啓輔の恋人であったその女性と悟郎は結婚し武司が産まれる。その後更に、勇太と幸を産んだ後に妻は他界。武司が幼少の頃は真面目に働いており優しい父親であったが、ある日、武司の実父が啓輔であり自身と武司は血が繋がってないのではないかという疑念を持ち、それが真実であるという結論にたどり着く。そのことがきっかけで酒浸りで働かなくなってしまった上、武司に憎悪の念を向けるようになる。武司のことで啓輔を脅迫し金を無心するが、あしらわれてその鬱憤を晴らすべく、泉を暴行しようとし、武司が泉を庇ったことで逆上し包丁を武司に向けるが、もみ合いの末、武司に刺され重傷を負う。武司が入所後は自宅に勇太と幸を残してしばらく行方不明になっていた。
行方不明だった悟郎が藤木病院に現れ、武司の実父が本当は啓輔であることを本人に明かす。以降たまに藤木病院に現れては啓輔を揺すり、藤木病院での働き口や金銭を要求するなどしていた。
武司出所後に最終的に悟郎が働いていた建設現場で甲斐と共に不慮の事故に遭い藤木病院に搬送されるが、啓輔が甲斐を優先して治療して、まともな治療が受けられず、最終話で死亡する。死亡後、遺品の中から武司の銀行口座を作って貯金をしていたことと、家族写真と武司の生徒手帳を肌身離さず持っていたことが分かり、実子ではないという秘密を知ってもなお、武司を愛していたことが判明する。
相沢 勇太
演 - 類家大地
武司の異父弟で悟郎の実子。精神的な病から、言葉を話せない。藤木家に兄と一緒に引き取られた時、家を出ようとした兄に「居心地が良い」として反対したこともある。年齢的に小学生で中-高学年だと思われる
相沢 幸
演 - 上脇結友
武司の異父妹で悟郎の実子。明るく子供らしい女の子で、相沢家の癒しの存在となっている。街中でゴミ箱あさりをして叱られる姿を目撃されたり、最上の誘導尋問に引っかかってしまったことがある。年齢的に小学生低学年だと思われる。

### 藤木家
藤木 啓輔
演 - 宅麻伸
甲斐の父親。後に武司の実父であることも発覚する。
藤木病院院長と、武司と甲斐が通う嘉南学園高校の理事長を兼任しており、利己的で計算高い性格をしている。
過去に後の悟郎の妻となる女性と恋人同士であった。しかし、大病院の院長となる野心のために大病院の院長娘である久美子と結婚し、恋人を捨てた。しかしその恋人だった女性はその時武司を身ごもってるのを知らず、悟郎と結婚した。
久美子との間に二人息子がおり、元々弟の甲斐より優秀な甲斐の兄に期待をかけて肩入れしており、藤木病院の跡継ぎに考えていた。甲斐の兄が不慮の事故で死亡し跡取りがいなくなったことに抜け殻のようになっていたが、啓輔を揺すりに来た悟郎から武司が啓輔の実子であることを明かされる。その後内密に病院で調べさせたDNA鑑定で武司が啓輔の実子であるという真実を知ることになる。武司の学業の優秀さや、飢えたような目をしてるところなど自分と共通点があると見抜くと、武司を自分の息子として藤木家に迎え入れ、藤木病院の跡継ぎとして育てはじめ武司に肩入れしていった。
一方であまり甲斐には肩入れせず目をかけていないように思えたが、建設現場で甲斐と悟郎が不慮の事故に遭い藤木病院に搬送されてきた際には、甲斐を優先して治療し悟郎をまともに治療しなかった。
のちに悪事が発覚し、最終回で逮捕される。息子たちへの愛情を伝え、連行されていった。
藤木 久美子
演 - 原日出子
甲斐の母親。甲斐を深く愛しているが、そのために武司と泉などに憎悪を向けてしまうことがある。

### 嘉南学園
倉橋 志帆
演 - 北浦共笑
武司と甲斐の通う高校の教師。甲斐の父に取り入るため、甲斐に接近。誘惑しようとするが、甲斐との関係が学校にバレて退職する。
滝本主任
演 - 中野誠也
嘉南学園の学年主任。武司のことをよく思っていない。
最上 祐人
演 - 篠原俊晴
武司と甲斐の同級生。裕福な家で生まれ育っているが、中学校から一緒だった武司を経済状況などを理由に見下し、悪口を言ったり陥れるような嘘をついたり、目撃した窃盗を巧みに露見させたり、武司を陥れる様な事故を起こしたりなど陰湿ないじめを率先しておこない、武司を中退させようとする。そして理事長の息子である甲斐に対して媚びるも、悪質な嫌がらせに立腹した甲斐に殴られると人目も憚らずに泣き出す。家では幼いトレーナーを着ており、母(日向明子)にわがままな態度を取るが、マザコンの面もある。
戸田 格
演 - ヨースケ（現・窪塚洋介）
武司と甲斐の同級生。

### 関東少年更生院
木藤 良晴
演 - 斎藤洋介
少年院の教官。ある事件から少年達を信用しなくなり、武司のことを目の仇にしていたが、武司のまっすぐな性格を知って考えを改め、信じる気持ちを取り戻す。
松原 稔
演 - 小橋賢児
少年院で武司と出会い親友に。出所後、武司の元を訪れる。

## スタッフ
- 脚本 - 小松江里子
- 音楽 - 長谷部徹
- 演出 - 吉田健、松原浩、加藤浩丈
- オープニングテーマ - ビー・ジーズ「若葉のころ」
- エンディングテーマ - KinKi Kids「FRIENDS」（ジャニーズ・エンタテイメント）
  - デビューアルバム「A album」（1997年7月21日発売）に収録されている。
- プロデュース - 伊藤一尋
- 製作著作 - TBS

## 放送日程
| 各話                                                       | 放送日        | サブタイトル                     | ゲスト                                 | 演出     | 視聴率 |
| ---------------------------------------------------------- | ------------- | -------------------------------- | -------------------------------------- | -------- | ------ |
| 第一章                                                     | 1996年4月12日 | 涙                               | 矢部修：六平直政、矢部時子：夏川さつき | 吉田健   | 15.8%  |
| 第二章                                                     | 1996年4月19日 | 戦い                             | 宮下加奈：若松恵                       | 吉田健   | 14.6%  |
| 第三章                                                     | 1996年4月26日 | 友となる日                       |                                        | 松原浩   | 15.6%  |
| 第四章                                                     | 1996年5月03日 | 禁じられた初恋                   |                                        | 加藤浩丈 | 8.5%   |
| 第五章                                                     | 1996年5月10日 | 父の恋人                         |                                        | 加藤浩丈 | 14.7%  |
| 第六章                                                     | 1996年5月17日 | 偽りの幸福                       |                                        | 吉田健   | 14.9%  |
| 第七章                                                     | 1996年5月24日 | 勇気ある沈黙                     |                                        | 松原浩   | 17.3%  |
| 第八章                                                     | 1996年5月31日 | 裏切りの明日                     |                                        | 松原浩   | 16.7%  |
| 第九章                                                     | 1996年6月07日 | 哀しい恋のメロディー             |                                        | 加藤浩丈 | 16.3%  |
| 第十章                                                     | 1996年6月14日 | 友への復讐                       |                                        | 加藤浩丈 | 20.6%  |
| 第十一章                                                   | 1996年6月21日 | 生命の重さ                       |                                        | 吉田健   | 19.4%  |
| 最終章                                                     | 1996年6月28日 | 生きることの意味、死ぬことの答え |                                        | 吉田健   | 21.3%  |
| 平均視聴率 16.5%（視聴率は関東地区・ビデオリサーチ社調べ） |               |                                  |                                        |          |        |

## 関連商品

### 書籍
- 若葉のころ―純愛編（作画:みづき水脈、掲載:少女フレンド、発行:講談社コミックスフレンド）

### DVD
- 若葉のころ DVD-BOX パッケージリニューアル版（6枚組・2017年6月13日発売、ビクターエンタテインメント）
- 若葉のころ DVD Vol.1〜6（2006年10月27日発売、TBS）

### VHS
- 若葉のころ（1 - 4巻）（1996年7月26日発売、ビクターエンタテインメント）

### サントラ
- 若葉のころ（1996年5月25日発売、ワーナーミュージック・ジャパン）